# Sociedade Esportiva Juventude
A Sociedade Esportiva Juventude, mais conhecido como Juventude Samas, é um clube brasileiro de futebol, da cidade de São Mateus, no estado do Maranhão. Suas cores são vermelho, preto e branco. 
Atualmente, não disputa nenhuma competição oficial.

## História
O clube foi fundado em 14 de junho de 1979 na cidade de Caxias e sob o nome de Duque de Caxias Atlético Clube[carece de fontes?]. Apesar disso, o clube só foi disputar competições profissionais em 1993 no Campeonato Maranhense do mesmo ano e permanecendo ativo por 3 temporadas. Em 1995, o clube também disputou a Série C do Campeonato Brasileiro, terminando em 96º lugar dentre 107 times. Após essa competição o clube se licenciou.

Em 2005 o clube foi reativado, agora com o nome atual, e passou a disputar a Segunda Divisão do Campeonato Maranhense sendo vice-campeão e conseguindo o acesso para a Primeira Divisão. Na volta a primeira divisão, o Juventude não fez uma boa campanha e foi rebaixado mas novamente se licenciou, voltando somente para a Segunda Divisão de 2008 mas sem a conquista do acesso, se licenciando de vez.

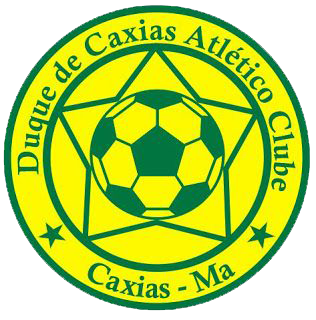
Escudo do então Duque de Caxias Atlético Clube, clube formador do Juventude.

10 anos depois, em 2018, uma parceria com a Prefeitura de São Mateus do Maranhão reativa o clube, fazendo ele deixar a cidade de Caxias e passar a disputar os jogos na nova cidade.
Em 2019, o Juventude conquistou seus dois primeiros títulos: em outubro, foi campeão invicto do Maranhense - Segunda Divisão, vencendo o extinto Atlético Bacabal pelo placar de 2x1 em Bacabal e na volta em casa por 3x1. Com a vaga na final e o título, garantiu vaga na Primeira Divisão maranhense e a chance de disputar a Copa FMF. Em dezembro, foi campeão da Copa FMF, vencendo o Maranhão nas duas partidas: 1x0 em São Luís e 2x1 em São Mateus do Maranhão. Com o título, garantiu vaga para sua primeira competição nacional: a Série D de 2020.
Na Série D, passou as duas primeiras fases e caiu nas oitavas de final para o Floresta, do Ceará, empatando o jogo de ida por 2 a 2 e perdendo na volta por 2 a 0 no Castelão, em Fortaleza. O clube acabou ficando em 15º lugar na classificação geral, com 26 pontos conquistados em 18 partidas.
Em 2021, disputou pela primeira vez a Copa do Brasil, jogando no Estádio Pinheirão, mas acabou perdendo por 2x0 e foi eliminado pelo Operário Ferroviário. Além disso, voltou a disputar a Série D devido a campanha no estadual, terminando em 3º lugar em 2020. Foi eliminado ainda na primeira fase como penúltimo colocado do grupo 2, com apenas 14 pontos em 14 jogos.
Em dezembro de 2021, chegou na final da Copa FMF pela segunda vez, perdendo o título para o Tuntum por 2 a 1 no placar agregado. No entanto, ficou com a vaga para a Série D de 2022, devido o Tuntum optar pela vaga à Copa do Brasil.
Em 2022 foi rebaixado no Campeonato Maranhense.

## Titulos
| Estaduais | Estaduais                               | Estaduais | Estaduais  |
|           | Competição                              | Títulos   | Temporadas |
| --------- | --------------------------------------- | --------- | ---------- |
|           | Copa FMF                                | 1         | 2019       |
|           | Campeonato Maranhense - Segunda Divisão | 1         | 2019       |

### Outras conquistas
| DESTAQUES                               | DESTAQUES           |
| Competição                              | Campanhas           |
| --------------------------------------- | ------------------- |
| Campeonato Maranhense – Segunda Divisão | Vice-campeão (2005) |
| Copa FMF                                | Vice-campeão (2021) |

## Estatísticas

### Como Duque de Caxias Atlético Clube
| Competição | Competição            | Temporadas | Melhor campanha    | Estreia | Última | P | R |
| Maranhão   | Campeonato Maranhense | 3          | 7º colocado (1995) | 1993    | 1995   |   | – |
| Brasil     | Série C               | 1          | 96º colocado       | 1995    | 1995   | – | – |

### Como Sociedade Esportiva Juventude
|  | Participações em 2024 |

| Competição | Competição            | Temporadas | Melhor campanha     | Estreia | Última | P | R |
| Maranhão   | Campeonato Maranhense | 4          | 3º colocado (2020)  | 2006    | 2022   |   | 1 |
| Maranhão   | Segunda Divisão       | 4          | Campeão (2019)      | 2005    | 2019   | 2 |   |
| Maranhão   | Copa FMF              | 3          | Campeão (2019)      | 2019    | 2022   |   |   |
| Brasil     | Série D               | 3          | 15º colocado (2020) | 2020    | 2022   | – |   |
| Brasil     | Copa do Brasil        | 1          | 1ª fase (2021)      | 2021    | 2021   |   |   |

### Temporadas
Legenda:
| Campeão Vice-campeão Eliminado na semifinal. | Rebaixado à divisão inferior. Campeão e promovido à divisão superior Promovido à divisão superior. |